# Jean-Louis Masson (político)
Jean-Louis Masson (nascido em 5 de fevereiro de 1954), é um político republicano francês que foi membro da Assembleia Nacional a partir de 2017, representando o terceiro eleitorado de Var de 2017 a 2020. Ele foi eleito prefeito de La Garde nas eleições municipais francesas de 2020 e renunciou ao seu assento parlamentar.